# Tamazulita
Tamazulita es una localidad del estado mexicano de Jalisco. Es parte del municipio de Tecolotlán.

## Toponimia
El nombre «Tamazulita» proviene del náhuatl tamazollan. Su significado es «Lugar de sapos».

## Demografía
| Gráfica de evolución demográfica |
|                                  |

| Censo | Población |
| ----- | --------- |
| 1900  | 480       |
| 1910  | 534       |
| 1921  | 654       |
| 1930  | 821       |
| 1940  | 755       |
| 1950  | 768       |
| 1960  | 710       |
| 1970  | 1 023     |
| 1980  | 1 292     |
| 1990  | 1 413     |
| 2000  | 1 393     |
| 2010  | 1 457     |
| 2020  | 1 422     |